# 埼玉県道366号三田ヶ谷礼羽線

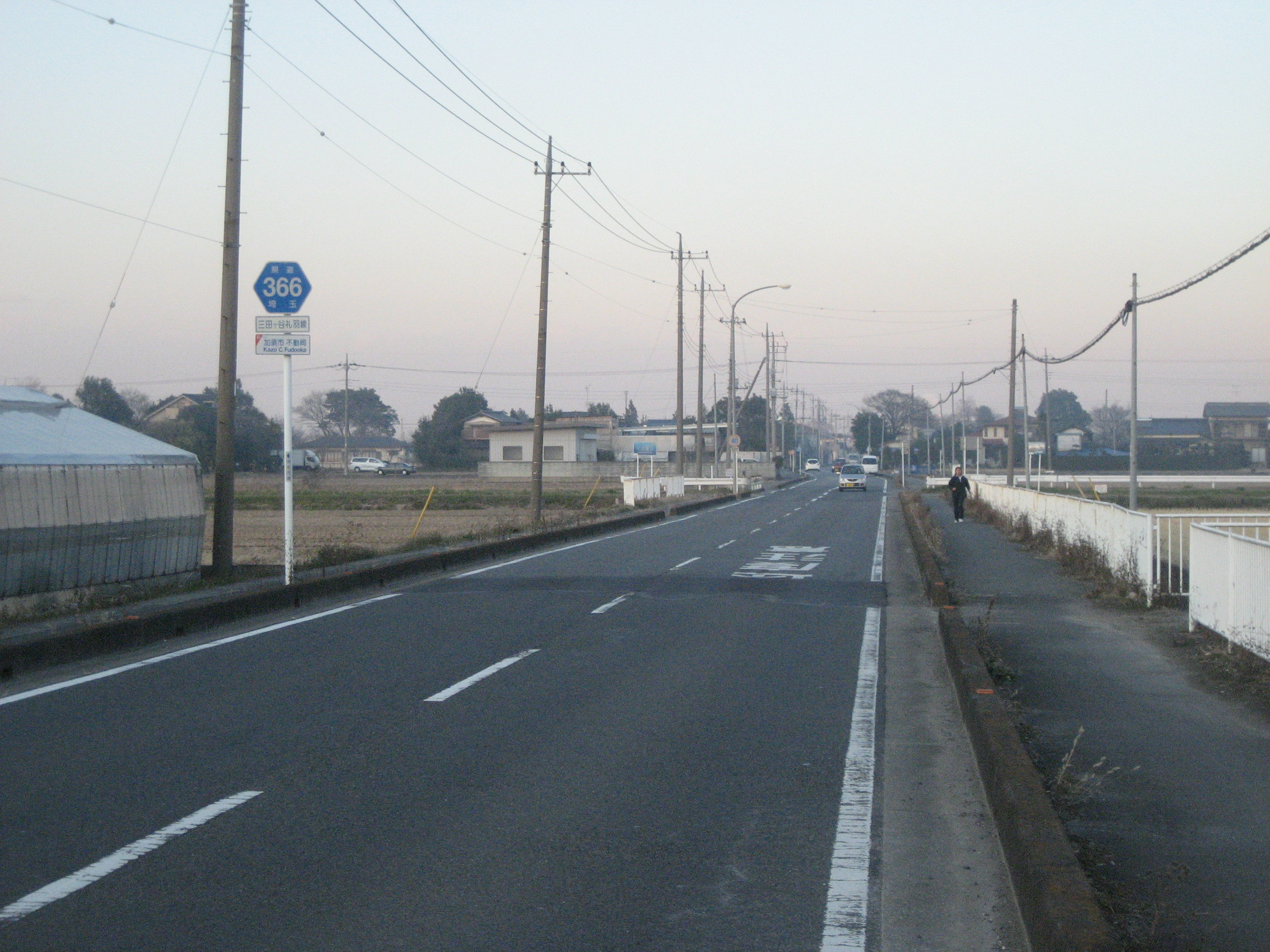
加須市不動岡付近

埼玉県道366号三田ヶ谷礼羽線（さいたまけんどう366ごう みたがやらいはせん）は、埼玉県羽生市三田ヶ谷から、加須市不動岡に至る県道である。

## 概要
埼玉県羽生市三田ヶ谷地区から加須市不動岡・礼羽地区に至る。
かつて埼玉県道129号加須羽生線との交差点付近と加須市戸川地区には自動車一台分程度しか通行できない狭隘区間がそれぞれ存在していたが、何れも拡幅工事が行われたため、現在は全線通して交互通行は解消されている。

## 路線データ
- 起点　埼玉県羽生市 埼玉県道60号羽生外野栗橋線 三田ヶ谷（蓮台寺）付近交差点（交差点名なし）
- 終点　埼玉県加須市 埼玉県道38号加須鴻巣線、埼玉県道305号礼羽騎西線 不動尊入口交差点
- 実延長　5,591m

## 地理

### 通過する市町村
- 埼玉県
  - 羽生市
  - 加須市

### 交差する道路
| 交差する道路                  | 交差点名         | 所在地 |
| ----------------------------- | ---------------- | ------ |
| 埼玉県道60号羽生外野栗橋線    |                  | 羽生市 |
| 埼玉県道84号羽生栗橋線        | 三田ヶ谷         | 羽生市 |
| 国道125号（加須羽生バイパス） | 不動岡小学校入口 | 加須市 |
| 埼玉県道38号加須鴻巣線        | 不動岡           | 加須市 |

### 交差する交通機関・主な河川
- 東北自動車道（加須市、立体交差・接続なし）

### 沿道・近隣の主な施設
| 施設                   | 所在地 | 所在地 |
| ---------------------- | ------ | ------ |
| さいたま水族館         | 羽生市 |        |
| 羽生水郷公園           | 羽生市 |        |
| 加須市立不動岡小学校   | 加須市 |        |
| 加須市老人福祉センター | 加須市 |        |
| 總願寺（不動尊）       | 加須市 |        |